# علجوم أخضر

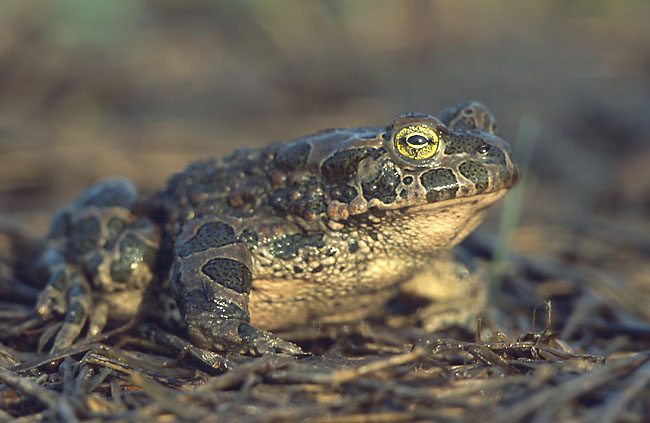
العلجوم الأخضر الأوروبي Bufo viridis

العلجوم الأخضر أو العلجوم الأخضر الأوروبي واسمه العلمي Bufo viridis من البرمائيات التي تنتشر في أوروبا وآسيا وشمال أفريقيا. وهي تستوطن العديد من البيئات مثل المُروج، والمناطق الجبلية، والشبه صحراوية، والمناطق المدنية. وهناك اختلافات بسيطة باللون والنمط في المناطق المُختلفة لانتشارها.

## وصلات خارجية
- ضفادع وعلاجيم فلسطين.
- ضُفدع بُحيرة الحُولة الفلسطيني (مُنقرض).
- البرمائيات العربية في مركز حيوانات شِبه الجزيرة العربية بالشارقة.